# Catasetum cristatum
Catasetum cristatum är en orkidéart som beskrevs av John Lindley. Catasetum cristatum ingår i släktet Catasetum och familjen orkidéer. Inga underarter finns listade i Catalogue of Life.

## Bildgalleri

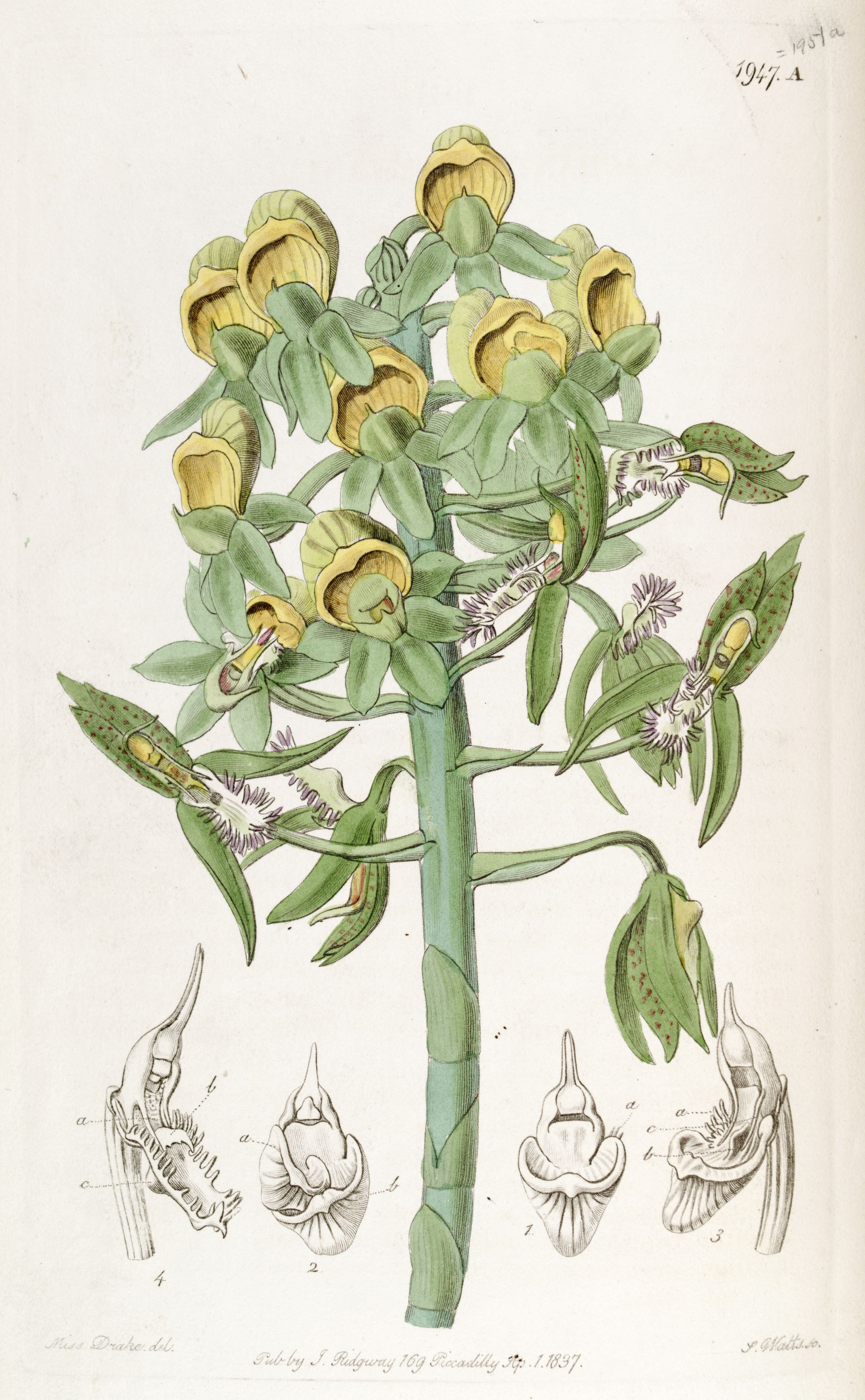
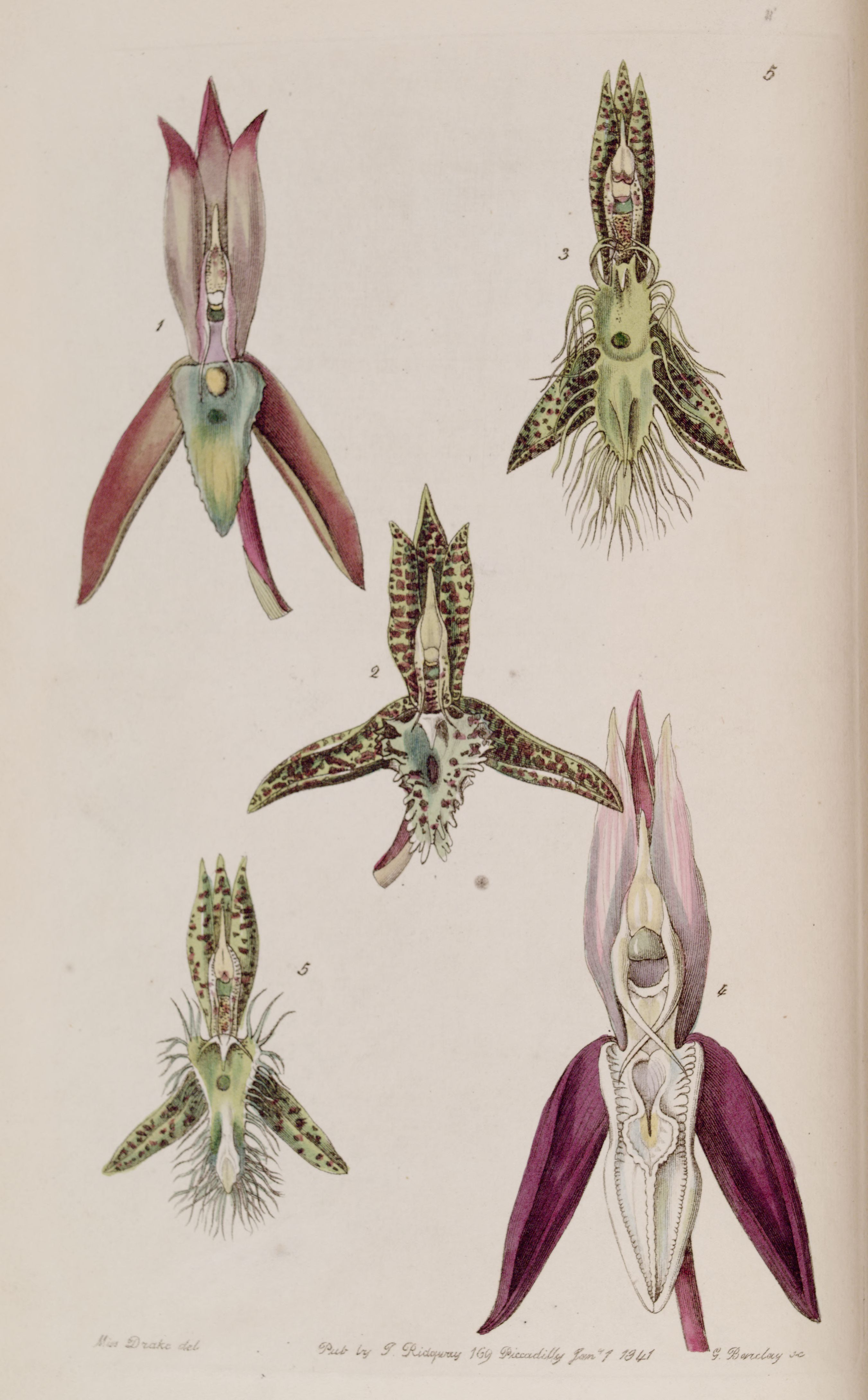
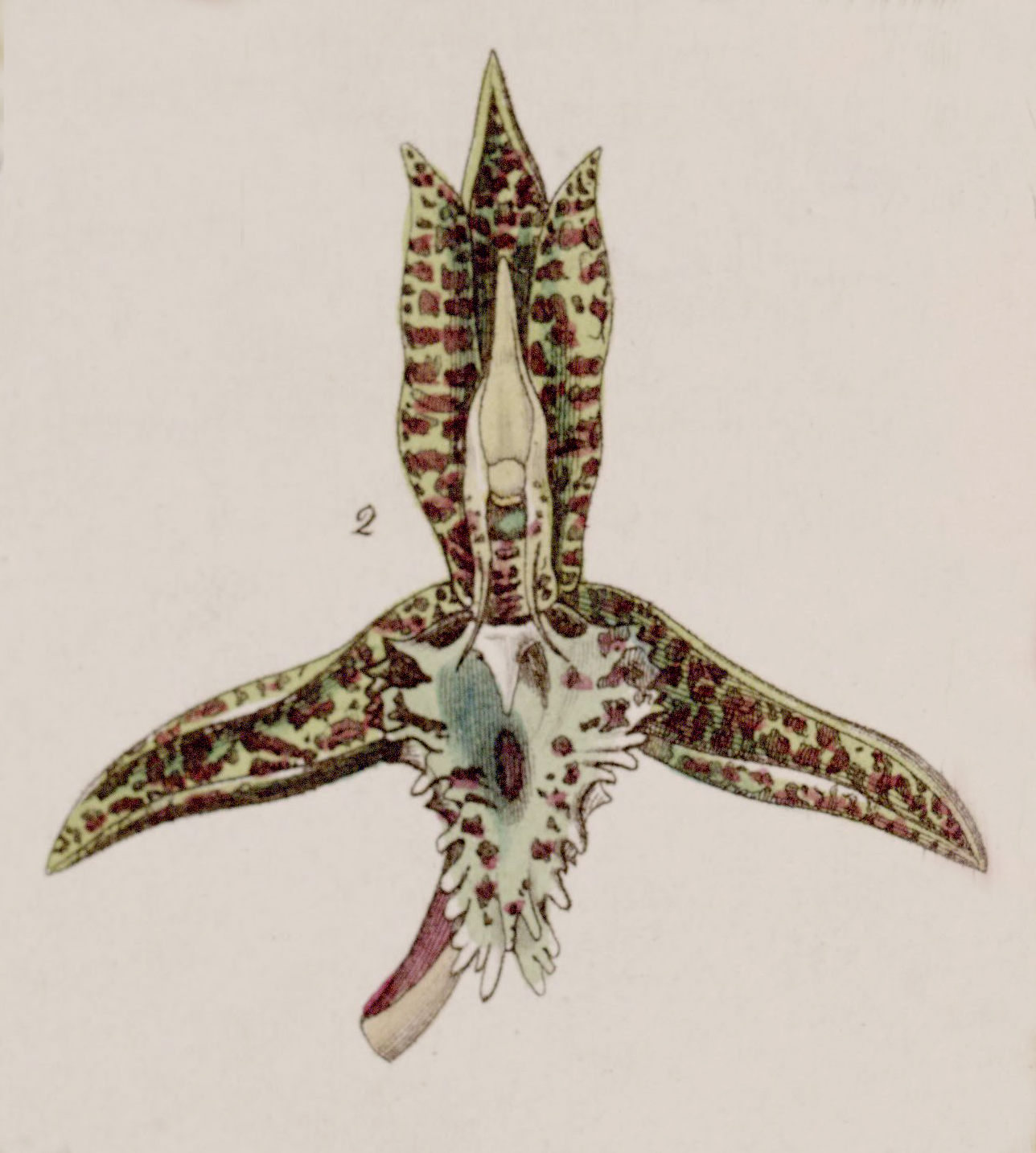